# Örösi Pál Zoltán
Örösi Örösi Pál Zoltán, néhol Őrösi (Székelyudvarhely, 1904. január 14. – Budapest, 1986. április 13.) Kossuth-díjas magyar biológus, entomológus, méhész, a mezőgazdasági tudományok (akadémiai) doktora. Kutatási területe a méhészet, azon belül a méhtetvek és más paraziták, valamint a méhmirigy működésének vizsgálata. 1942 és 1972 között a Méhészeti és Méhbiológiai Kutatóintézet igazgatója, illetve az átszervezés után a Kisállattenyésztési Kutatóintézet Méhtenyésztési Osztályának vezetője volt.

## Életpályája
Budapesten érettségizett, majd felvették a budapesti tudományegyetem bölcsészettudományi szakára, ahol természetrajz–földrajz szakos tanári diplomát, illetve állattanból bölcsészdoktori címet szerzett. Ezek megszerzése idején 1927-től a Debreceni Egyetem, majd 1941-től a kolozsvári egyetem adjunktusa volt. Debreceni évei alatt szerzett egyetemi magántanári képesítést. Egyetemi oktatói munkája mellett 1933 és 1944 között több alkalommal volt ösztöndíjas kutató a németországi Birodalmi Biológiai Kutatóintézetben (Biologische Reichsanstalt) méhbetegség-kutató osztályán. 1942-ben kinevezték a gödöllői Méhészeti és Méhbiológiai Kutatóintézet igazgatójává, amelyet később beszerveztek a Kisállattenyésztési Kutatóintézet alá különálló osztálynak. Az intézetet, majd az osztályt harminc éven keresztül vezette. Ezt követően 1984-ig tudományos tanácsadóként dolgozott az intézetnél. Ekkor vonult nyugdíjba, de haláláig aktív volt.
1952-ben kapta meg addigi munkásságáért a mezőgazdasági tudományok doktora fokozatot. 1969-ben a Méhészegyesületek Nemzetközi Szövetségének tiszteletbeli tagjává választották. Emellett 1924-től 1944-es megszűnéséig a Méhészet című szakfolyóirat főmunkatársa, illetve egy évig a kolozsvári Méhészeti Közlöny szerkesztője volt. 1954-ben kezdte meg az új méhészeti szaklap, az Üzemi és háztáji méhészet (később Méhészet) szerkesztését, itt 1981-ig tevékenykedett.

## Díjai, elismerései
- Kossuth-díj (1955, III. fokozat)
- Munka Érdemrend arany és bronz fokozata